# Richard Loqueville
Richard Loqueville   (segle XIV - Cambrai, 1418 (Gregorià)) va ser un compositor francès actiu durant la transició entre la música medieval i la renaixentista. Músic a la catedral de Cambrai, Loqueville va ser arpista i professor, entre els alumnes del qual hi havia Eduard III, duc de Bar, i l'influent compositor Guillaume Dufay.

## Biografia
Se sap poca cosa de la vida de Loqueville. Arpista de formació, la va ensenyar a Eduard III, fill de Robert, duc de Bar, el 1410. També se sap que va ensenyar cant pla als nens de cor del duc. Des del 1413 fins al final de la seva vida va ensenyar música a la catedral de Cambrai juntament amb Nicolas Malin. El cèlebre compositor Guillaume Du Fay probablement va ser alumne seu a la catedral i les primeres composicions de Du Fay probablement van ser escrites sota la seva influència i instrucció. Se sap que estava casat. El 1418 va morir a Cambrai.

## Música
Se li atribueixen quatre rondells, una balada, un motet isorítmic en honor del sant bretó Yvo, un motet marià i diversos moviments de Missa.

## Obres
| Títol                            | Numero de veus | Gènere                       | Cos musical mesurable |
| -------------------------------- | -------------- | ---------------------------- | --------------------- |
| Gloria, Credo                    | 3              | Gloria in excelsis Deo/Credo | R                     |
| Gloria                           | 3              | Gloria in excelsis Deo       | R                     |
| Gloria                           | 3              | Gloria in excelsis Deo       | R                     |
| Sanctus                          | 4              | Sanctus                      | R 10                  |
| O flos in divo/Sacris pignoribus | 3              | Isorhythmic motet            | R 11                  |
| O regina clementissima           | 3              | Antiphon                     | R 12                  |
| Quant compaignons                | 3              | Ballade                      | R 5                   |
| Je vous pri                      | 3              | Rondeau refrain              | R 1                   |
| Pour mesdisans                   | 3              | Rondeau                      | R 4                   |
| Puisque je suy amoureux          | 3              | Rondeau                      | R 3                   |
| Qui ne veroit que vos deulx yeux | 3              | Rondeau                      | R 2                   |

### Edicions
Les obres de Loqueville s'inclouen a les col·leccions següents:
- Reaney, Gilbert, ed. (1966). Música de principis del segle XV. Corpus mensurabilis musicae 11. Vol. 3, Obres completes de Richard Loqueville, Estienne Grossin, R. Libert i Benoit. Cambridge: American Institute of Musicology. OCLC 679376469.